# Qualità (filosofia)
Per qualità (dal latino qualĭtas, -atis, derivato da qualis, «quale», ricalcato da Cicerone dal greco antico ποιότης?, poiòtēs ("qualità"), e da ποῖος, pòios, «quale») in filosofia s'intende una o più proprietà, contingenti o permanenti, riferite al modo d'essere di un ente, se ad esempio «bianca o rossa, amara o dolce, sonora o muta, di grato o ingrato odore».

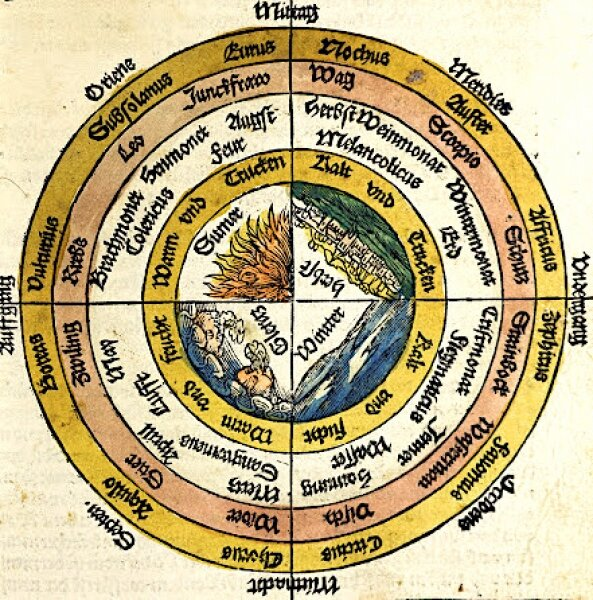
Diagramma di Regiomontano che illustra in maniera geometrica e sistematica le qualità dei quattro elementi, associate a quelle delle stagioni, dei venti, degli umori, dei segni astrologici.

Quando tali qualità vengono sperimentate come contenuti della coscienza, la filosofia della mente si riferisce ad essi col termine latino qualia.

## Da Aristotele a Cartesio e Locke
La qualità è una delle categorie aristoteliche con la quale si può determinare come è una cosa rispondendo alla domanda «quale?».

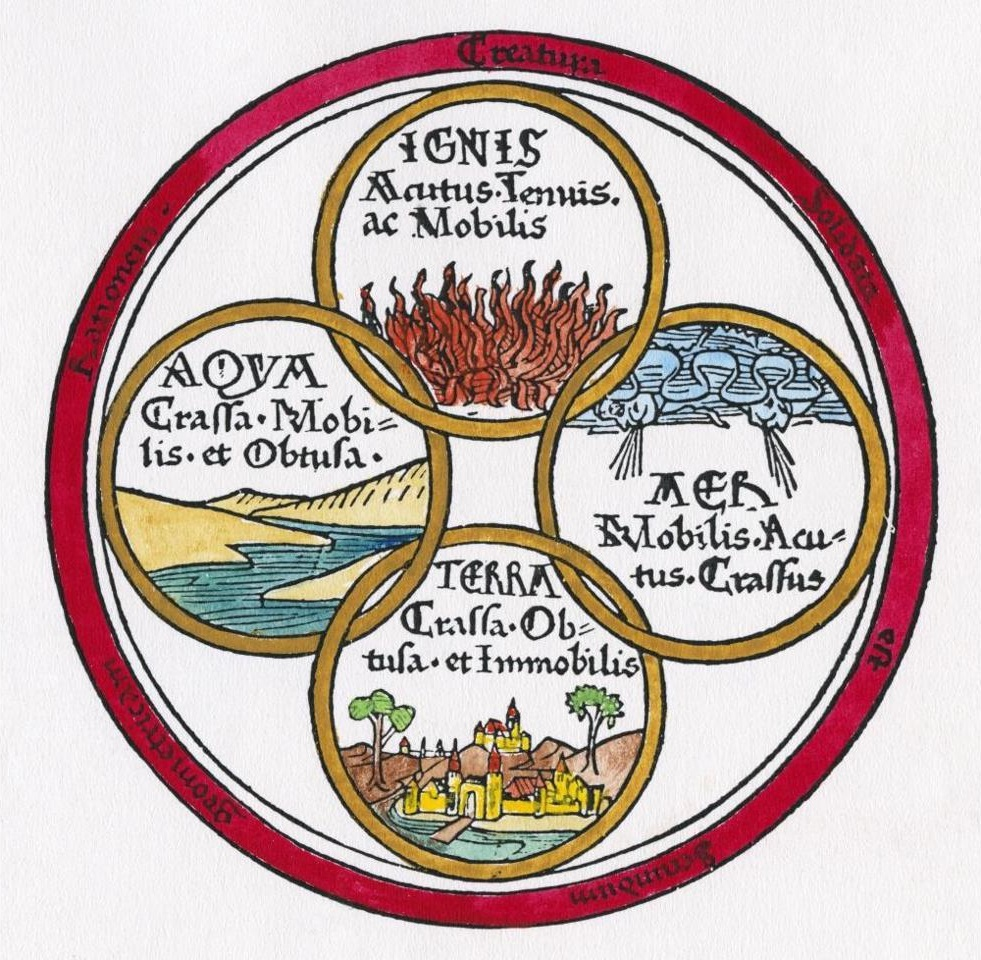
I quattro elementi secondo Aristotele, ognuno dotato di sue intrinseche qualità.

Tale categoria secondo Aristotele, in una enumerazione rimasta in vigore sino alla scolastica medioevale, può indicare:
- disposizioni e abiti (oppure "possessi")
- capacità e incapacità
- caratteristiche sensibili
- figura e forma geometrica

La cosmologia aristotelica riteneva che vi fossero qualità primarie presenti nell'essenza stessa degli oggetti (cioè caldo, freddo, secco, umido), dalla cui interazione con un soggetto derivavano qualità secondarie (sensibilia per se communia) come gli odori, i sapori, i colori. Qualità primarie (sensibilia per se propria) erano anche l'estensione, la figura e il movimento locale. I sensibili comuni si danno come modalità dei sensibili propri.
Le qualità primarie erano dunque intrinseche ai quattro elementi di cui era costituito tutto il mondo: in particolare, freddo e secco erano qualità della terra, freddo e umido dell'acqua, caldo e umido dell'aria, caldo e secco del fuoco.
La vastità dei casi a cui poteva essere ricondotta la categoria aristotelica della qualità di fatto poteva renderla affine al concetto di «sostanza seconda», cioè come attributo di un'essenza.
Nella filosofia rinascimentale il termine qualità viene usato sia nell'accezione aristotelica in riferimento a ciò che specificamente colpisce i nostri sensi producendo una sensazione percepibile, sia in senso generico come l'attributo o la caratteristica intrinseca di un oggetto, che non necessariamente si rende manifesta ai sensi, cioè come qualità occulta, oggetto di studio della magia naturale.

### Qualità e quantità
Per Aristotele la qualità era una categoria diversa e irrudicibile a quella della quantità; verso la tarda scolastica, tuttavia, le qualità cominciarono ad essere intese come l'esito di variazioni della quantità stessa, aprendo la strada alla fisica matematica e meccanicista che «riduceva le differenze qualitative delle specie a diversità di struttura geometrica, di numero o di movimento».
Mentre Aristotele e la prima scolastica avanzavano così la convinzione che la cosmologia si fondasse su quattro "qualità reali" (caldo, freddo, secco, umido), Cartesio ritiene che qualsiasi qualità sensibile sia puramente soggettiva per cui il colore, il calore ecc. non sono caratteristiche oggettive, inerenti alle cose, ma esse, anche se sono originate dalle proprietà oggettive della cosa stessa, fanno capo sempre al soggetto che le prova sensibilmente. Le uniche proprietà inerenti alla cosa sono, secondo Cartesio, la forma e la figura poiché possono essere espresse in una misura che prescinde dalla nostra percezione sensibile soggettiva.
La moderna scienza galileiana della natura riprende e accetta questa distinzione che successivamente verrà teorizzata da John Locke nella differenziazione di "qualità primarie", oggettive come quelle caratteristiche che appartengono di per sé ai corpi (l'estensione, la figura, il moto ecc.) e "qualità secondarie", soggettive (colori, suoni, odori, sapori ecc.) che non sono inventate ma che non hanno corrispondenza nella realtà.

## La nuova fisica kantiana
Contrariamente a George Berkeley (1685–1753) che aveva sostenuto che anche le qualità primarie, oggettive, in realtà hanno una costituzione soggettiva, Immanuel Kant riaffermerà valida la distinzione di Locke ed anzi teorizzerà che anche quelle soggettive possono essere riportate al concetto di quantità e quindi intenderle come oggettive.

### La qualità limitativa come quantità intensiva
Per Kant le categorie di qualità si devono dedurre dalla distinzione logica dei giudizi che vengono definiti come affermativi o negativi in base alla qualità: oltre questi, secondo Kant, vi è il giudizio infinito e quello limitativo che è quello espresso dal giudizio «A è non-B»: quindi le categorie di qualità sarebbero quelle di realtà, negazione e limitazione. 
Le prime due (realtà e negazione) però in natura non si presentano mai isolate ma collegate l'una all'altra così da rappresentare sempre una realtà limitata (esprimente la terza categoria) quindi un "grado" della realtà che come tale rappresenterà una grandezza oggettiva, una quantità, non estensiva ma intensiva, oggettiva e misurabile.
Le quantità estensive hanno la caratteristica di essere l'una esterna all'altra come ad esempio in una linea si può scorporare un segmento: questo non può essere fatto con le quantità intensive che si compenetrano e si sviluppano invece lungo una linea continua sulla quale non si può "tagliare" un grado intermedio.
Mentre le quantità estensive sono riferite alle funzioni trascendentali di spazio e tempo, quelle intensive sono pura materia, oggetto delle nostre sensazioni che la percepiscono con diversi gradi d'intensità: tutte e due le quantità, poi, hanno una struttura di continuità tale che nell'esperienza non ci sono né vuoti spazio-temporali, né interruzioni d'intensità.
Nell'Analitica trascendentale della Critica della ragion pura, in un capitolo intitolato "Anticipazioni delle percezioni", Kant dà una concezione matematica delle percezioni qualitative rafforzando così la nuova scienza della natura ormai predominante sulla antica fisica non quantitativa della eredità aristotelica.

## La "povertà" della qualità
Hegel nella Scienza della Logica definisce la categoria della qualità come la più "povera" delle categorie, cioè di una insufficienza costitutiva tale che supera anche quella connaturata alla categoria della quantità.
Infatti la qualità se da un lato è adatta a determinare gli aspetti delle cose che si distinguono proprio in base ad essa, dall'altro questa sua caratteristica è talmente transeunte e mutevole, come dimostrano le continue diverse qualità che assumono le cose (come ad esempio nei fenomeni di mutazione chimica), che essa risulta essere così determinata dalla finitezza da perdersi nell'infinito dei cambiamenti di qualità.
Per questo la categoria della qualità è del tutto incapace nella sua limitatezza di darci la giusta visione della realtà caratterizzata dall'infinito mutamento dialettico.

## Il pensiero moderno
Il pensiero moderno ha messo da parte, considerandoli dei semplici verbalismi, tipici della scolastica, e insussistenti ai fini di una maggiore comprensione, quelli che Aristotele considerava come i vari significati della categoria della qualità. Così ad esempio nel considerare quella che Aristotele indica come un accidente della qualità, la disposizione, si può vedere come anche senza essa si ha sempre la comprensione: per cui ad esempio dire che l'oppio produce sonnolenza (qualità) non è diverso dal dire che l'oppio ha la disposizione dormitiva (accezione della qualità).
In base a queste critiche sono stati però trascurati per lungo tempo quegli aspetti logico-linguistici emersi dall'analisi aristotelica che ora sono stati riesaminati dal moderno empirismo logico.